# Ioan Alduleanu
Ioan Alduleanu (Moieciu, 1821-Budapest, 1871) fue un jurista, notario y político de Transilvania.

## Biografía
Nacido en 1821 en la aldea de Moiceiu Branului, en Transilvania, después de completar sus estudios jurídicos se instaló en 1847 en Brașov como abogado y posteriormente, en 1848, se convirtió en notario del distrito de Făgăraş. En 1850 fue nombrado asesor de la corte de Alba Iulia, en 1858 presidente de la corte de Braşov, en 1861 consejero del gobierno de Transilvania en Cluj, en 1865 vicepresidente del Tablei Regești en Marosvásárhely, en 1867 consejero del Ministerio de Justicia de Budapest, y en 1869 miembro de la Corte de Casación de esta misma ciudad. Alduleanu, que entre 1863 y 1865 fue vicepresidente de la Dieta de Sibiu, falleció en Budapest en 1871.